# Edificio Roentgen
L'Edificio Roentgen (conosciuto anche come Edificio Grafton) è un moderno palazzo per uffici di Milano situato in via Guglielmo Roentgen n. 1.

## Storia
Il palazzo, completato nel 2008 come nuovo edificio per uffici dell'Università Bocconi, è opera dello studio irlandese Grafton guidato dagli architetti Yvonne Farrell e Shelley McNamara, vincitrici del bando appositamente indetto nel 2001. L'edificio ha vinto il prestigiosissimo premio World Building of the Year 2008.

## Descrizione
Il fronte dell'edificio affacciato su viale Bligny e via Roentgen si presenta come un'imponente e monumentale costruzione rivestita in pietra e quasi del tutto priva di aperture. L'edificio si sviluppa quindi verso l'interno del lotto con una serie di blocchi alternati a cortili interni. Il piano terra è aperto e permeabile al pubblico.